# Dale Fuller

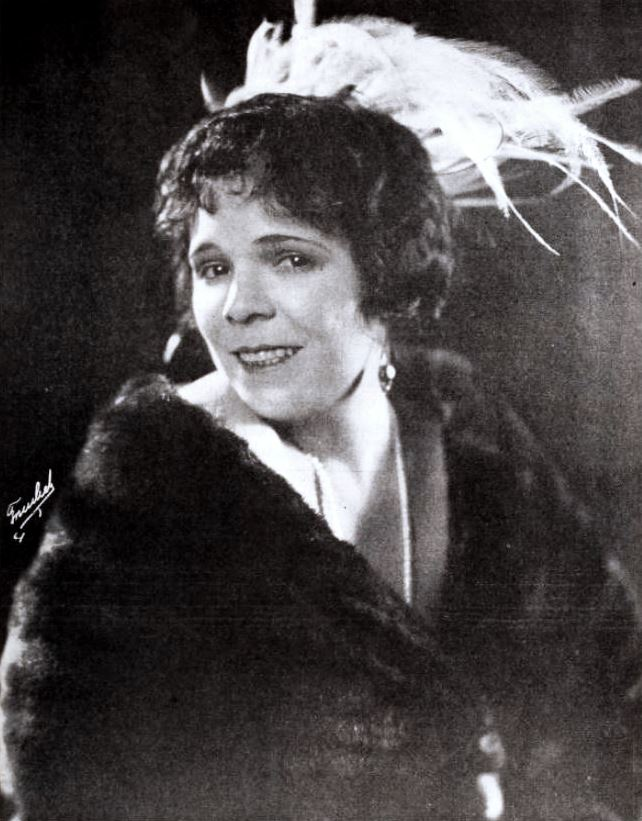
Dale Fuller (1922)

Dale Fuller (* 17. Juni 1885 in Santa Ana, Kalifornien als Marie Dale Phillipps; † 14. Oktober 1948 in Pomona, Kalifornien) war eine US-amerikanische Schauspielerin.

## Leben und Karriere
Dale Fuller stand ab den 1900er-Jahren auf der Bühne und machte 1915 ihr Filmdebüt. Zunächst war sie in zahlreichen Kurzfilm-Komödien von Produzent Mack Sennett zu sehen, in denen sie meist komisch-bemitleidenswerte Frauen und gelegentlich auch Männerrollen spielte. Die meisten ihrer frühen Filme sind heute offensichtlich verschollen.
Den nachhaltigsten Eindruck machte Fuller jedoch als bevorzugte Nebendarstellerin von Erich von Stroheim in dessen Stummfilmen. Sein Törichte Frauen von 1922 war Fullers erster Film in Spielfilmlänge und ihre markante Nebenrolle als betrogenes Dienstmädchen, das aus Rache einen Hotelbrand legt und sich dann umbringt, fand bei Kritikern viel Lob. Es folgten weitere Zusammenarbeiten mit Stroheim, so ihr Auftritt als etwas dümmliche Frau eines brutalen Schrotthändlers im legendären Greed (wenngleich ein Großteil ihrer Szenen dem radikalen Schnitt des Filmes durch MGM zum Opfer fiel) und in Der Hochzeitsmarsch als Mutter von Fay Wrays Hauptfigur. Besonders häufig war Fuller als Dienstmädchen, Haushälterin, Sekretärin oder Verwandte der Hauptfigur zu sehen. Die „schmächtige, eulenäugige Charakterdarstellerin“ spielte oftmals Nebenrollen, die sowohl tragisch als auch komisch, oft beides gleichzeitig waren. In Ernst Lubitschs Die Ehe im Kreise spielte sie 1924 eine neurotische Patientin, im folgenden Jahr trat sie im Monumentalfilm Ben Hur als Dienerin Amrah in Erscheinung. 
Mit Beginn des Tonfilms Ende der 1920er-Jahre wurden Fullers Rollen tendenziell kleiner, doch manchmal kam sie noch zu nennenswerten Rollen – etwa als verliebte Sekretärin von Lewis Stone in The Office Wife (1930) oder als scharfzüngiges Dienstmädchen im Komödienklassiker Napoleon vom Broadway (1934) an der Seite von John Barrymore und Carole Lombard. Nach einer im Abspann ungenannten Rolle in der starbesetzten Charles-Dickens-Verfilmung Flucht aus Paris zog sie sich 1935 aus dem Filmgeschäft zurück. Neben ihrer Schauspielarbeit betrieb Fuller auch eine Zitrusplantage, auf der sie im Oktober 1948 mit 63 Jahren an einem Herzleiden starb.

## Filmografie (Auswahl)
- 1915: Crooked to the End (Kurzfilm)
- 1915: Dizzy Heights and Daring Hearts (Kurzfilm)
- 1922: Robin Hood
- 1922: Frauen auf schiefer Bahn (Manslaughter)
- 1922: Törichte Frauen (Foolish Wives)
- 1923: Der Markt der Seelen (Souls for Sale)
- 1923: Rummelplatz des Lebens (Merry-Go-Round)
- 1924: Gier (Greed)
- 1924: Liebesurlaub einer Königin (Three Weeks)
- 1924: Die Ehe im Kreise (The Marriage Circle)
- 1924: Der Mann, die Frau, der Freund (Husbands and Lovers)
- 1924: Der lachende Kavalier (His Hour)
- 1925: Lady of the Night
- 1925: Ach wie so trügerisch sind Männerherzen (The Unchastened Woman)
- 1925: Ben Hur (Ben-Hur: A Tale of the Christ)
- 1926: Hochzeitsglocken im Feuerregen (Volcano!)
- 1927: König der Könige (The King of Kings)
- 1928: Der Hochzeitsmarsch (The Wedding March)
- 1928: Die Kosaken (The Cossacks)
- 1928: Hinter Haremsmauern (Fazil)
- 1930: The Office Wife
- 1932: Emma, die Perle (Emma)
- 1932: Rasputin: Der Dämon Rußlands (Rasputin and the Empress)
- 1934: House of Mystery
- 1934: Napoleon vom Broadway (Twentieth Century)
- 1934: We Live Again
- 1935: Flucht aus Paris (A Tale of Two Cities)